# David J. Podiebrad

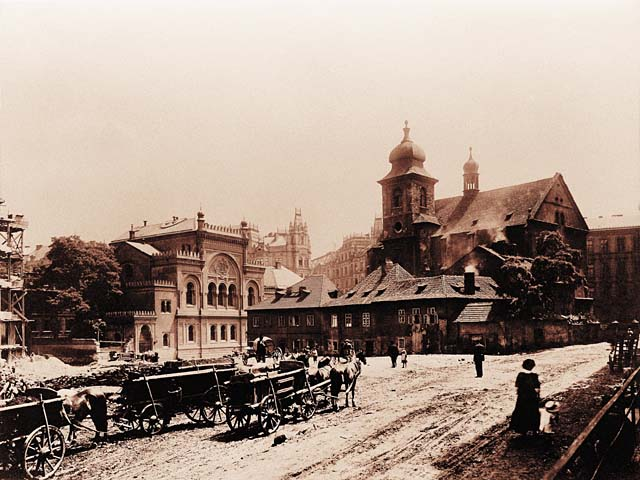
Rudolf Kříženecký: Bourání bloku domů v okolí kostela sv. Ducha a Španělské synagogy v rámci pražské asanace.

David Jakob Podiebrad (jidiš/hebrejsky דוד פאדעבראד‎, 24. prosince 1803, Praha – 2. srpna 1882 tamtéž) byl pražský židovský spisovatel, autor studií o pražském židovském městě.

## Činnost
David Podiebrad se narodil v Praze jako syn Jakoba Adama Podiebrada a jeho manželky Judith, rozené Fleckelesové, dcery rabína Eleazara Flekelese. Měl pět sourozenců.
Vzdělání získal na pražské ješivě a zajímal se o dějiny pražských Židů. Byl jmenován tajemníkem pražského pohřebního bratrstva chevra kadiša a tuto funkci vykonával po třicet let.
Literární činnosti se věnoval v letech 1816-1882, kdy napsal několik významných pragensií, zejména studií o židovském městě na Josefově a o Starém židovském hřbitově.
Kolem roku 1850 vydal knihu "Andenken an den alten isr. Friedhof und seine Umgebung in Prag", v roce 1855 pak vydal spis Barucha Benedikta Fogese „Altertümer der Prager Josefstadt“ (3. vydání vyšlo v roce 1870).
David J. Podiebrad zemřel 2. srpna 1882 v Praze a byl pohřben na židovském hřbitově na Žižkově.